# Alfons Schilling

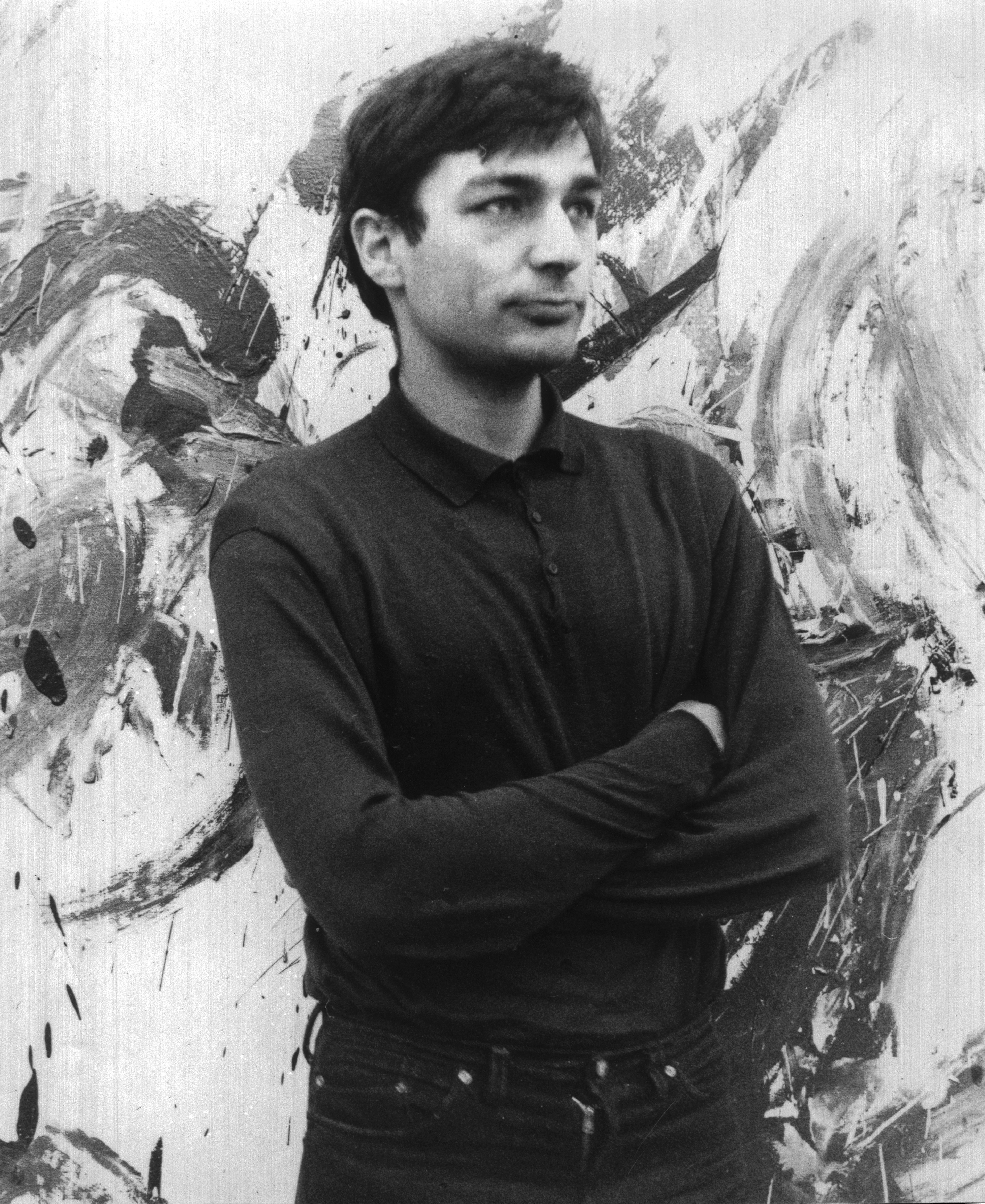
Alfons Schilling vor einem Frühwerk (1961)

Alfons Schilling (* 20. Mai 1934 in Basel; † 19. Juni 2013 in Wien) war ein schweizerischer und österreichischer Künstler, ein früher Vertreter des Action Painting und Wegbereiter des Wiener Aktionismus.

## Leben und Werk
Schilling verliess 1954 die Schweiz und heuerte in Rotterdam auf einem norwegischen Frachtschiff an. Er bereiste für einige Monate Kanada und die USA. Ab 1956 studierte er an der Hochschule für angewandte Kunst Wien. Anfang der 60er Jahre stand er in engstem Kontakt mit Günter Brus und begann mit einer extrem gestischen, informellen Malerei.
1962 zog Schilling nach Paris. Er entwickelte seine Idee des Bewegungs-Bildes weiter, indem er auf rotierenden kreisförmigen Bildflächen von über 2 m Durchmesser malte (bzw. Farbe schüttete und schleuderte). Im Lauf der Zeit steigerte er die Drehgeschwindigkeit dieser Malmaschine auf bis zu 160/min. Der zwölfminütige s/w 8mm-Film „Cosmos Action Painting / Desperate Motion“, den sein Bruder Niklaus Schilling 1962 über die Entstehung zweier Drehbilder machte, gehört zu den gleichzeitig am wenigsten bekannten und aufregendsten Dokumenten des Action Painting.
Anfang Juni verliess Schilling in einer persönlichen Krise Paris und übersiedelte im Oktober nach New York. Er hielt sich mit verschiedenen Arbeiten über Wasser, beteiligte sich an der Organisation zahlreicher Veranstaltungen im Grenzbereich zwischen Kunst und Wissenschaft, kam über Billy Klüver mit den Bell Laboratories in Kontakt und drehte 1966 eine Filmdokumentation über den, in der Zwischenzeit, legendären Event „9 Evenings: Theatre and Engineering“. In dieser Zeit lernte er viele wichtige New Yorker Künstler kennen, darunter Robert Rauschenberg, Cleas Oldenburg und Sam Francis.

Alfons Schillings Atelier, 392 Broadway, New York 1976

1967 experimentierte Schilling zusammen mit dem Wissenschafter Don White mit den Möglichkeiten der Holografie. Ab 1968 entstanden vermehrt fotografische Werke, die Schilling auch zu  Linsenraster-Bildern weiter verarbeitete. Mit dem Videopionier Woody Vasulka verband ihn eine Freundschaft, die auch zu gemeinsamen künstlerischen Experimenten führte. In den 70er Jahren beschäftigte er sich hauptsächlich mit Stereoskopie. Für seine stereoskopischen Fotografien und Malereien baute Schilling Sehinstrumente, die es dem Betrachter ermöglichen die Werke dreidimensional wahrzunehmen. Neben seinem Interesse an der bildlichen Darstellung einer Synthese von Raum und Bewegung entwickelte er tragbare „Sehmaschinen“ (Apparaturen zur visuellen Manipulation des Raumes).
Er unterrichtete an verschiedenen US-amerikanischen Universitäten und Kunsthochschulen. 1986 kehrte er nach Wien zurück und bekleidete dort bis 1990 eine Gastprofessur an der Hochschule für angewandte Kunst. Daneben widmete er sich Experimenten mit Licht und arbeitete mit Komponisten wie Beat Furrer (Lichtinszenierung für die Oper Die Blinden, Wien 1989) und Karlheinz Essl (Musikprotokoll, Graz 1990) zusammen.
In den 1980er und 1990er Jahren malte Schilling abstrakte „autobinäre“ Bilder, die durch ein Prismamonokel betrachtet die Illusion einer räumlichen Tiefe erzeugen.
Schilling starb im Juni 2013 im Alter von 79 Jahren nach schwerer Krankheit in Wien. Er wurde am Wiener Zentralfriedhof bestattet.

## Auszeichnungen
- 1999: Preis der Stadt Wien für Bildende Kunst
- 2012: Österreichisches Ehrenkreuz für Wissenschaft und Kunst